# Liriomyza huidobrensis
Liriomyza huidobrensis är en tvåvingeart som beskrevs av Blanchard 1926. Liriomyza huidobrensis ingår i släktet Liriomyza och familjen minerarflugor. Inga underarter finns listade i Catalogue of Life.